# Habronattus carpus
Habronattus carpus là một loài nhện trong họ Salticidae.
Loài này thuộc chi Habronattus. Habronattus carpus được Griswold miêu tả năm 1987.